# Lechia Gdańsk w sezonie 1945/1946
Sezon 1945/1946 to 1. sezon w historii Lechii Gdańsk.
Klub został założony 7 sierpnia 1945 w Gdańsku jako Klub Sportowy Biura Odbudowy Portów „Baltia”.
W tym sezonie Lechia rozpoczynała swoją piłkarską przygodę. Rozgrywki odbywały się w eliminacjach do Klasy A.

## Wstęp
W tym sezonie Lechia rywalizowała z drużynami:
- WKS 16 Dyw. Gdańsk
- KS Milicyjny Gdańsk
- Gedania Gdańsk

W tym sezonie odbyły się pierwsze Derby Gdańska pomiędzy Lechią a Gedanią.

## Wyniki
| Kolejka | Gospodarz           | Wynik | Gość                | Źródło |
| ------- | ------------------- | ----- | ------------------- | ------ |
| 1       | Lechia Gdańsk       | 9:1   | WKS 16 Dyw. Gdańsk  | [ 3 ]  |
| 2       | KS Milicyjny Gdańsk | 3:5   | Lechia Gdańsk       | [ 4 ]  |
| 3       | Lechia Gdańsk       | 7:2   | Gedania Gdańsk      | [ 5 ]  |
| 4       | WKS 16 Dyw. Gdańsk  | 0:13  | Lechia Gdańsk       | [ 6 ]  |
| 5       | Lechia Gdańsk       | 6:1   | KS Milicyjny Gdańsk | [ 7 ]  |
| 6       | Gedania Gdańsk      | 2:4   | Lechia Gdańsk       | [ 8 ]  |

## Bilans meczów
| Rozgrywki             | Mecze | Wygrane | Remisy | Przegrane | Bramki strzelone | Bramki stracone |
| --------------------- | ----- | ------- | ------ | --------- | ---------------- | --------------- |
| eliminacje do klasy A | 6     | 6       | 0      | 0         | 44               | 9               |